# Плавучие средства
Плавучие средства — базовые суда обеспечения для обслуживания военных кораблей и судов в базах (военно-морских), на рейдах и в гаванях. К ним относятся базовые буксиры, бонозаградительные суда, плавдоки, базовые транспортные средства, противопожарные катера, плавкраны и другие виды судов.

## Типы
Примеры плавсредств — военный корабль, грузовое судно, баржа, понтон, плавпричал, яхта, плот, рыбопромысловое судно, подводная лодка, батискаф, плавкран и т. д.
Большинство плавсредств представляет собой корабль или лодку. Однако существует множество плавсредств, которые многие люди не считают ни кораблём, ни лодкой, например: доски для серфинга, подводные роботы, гидросамолеты и торпеды. Хотя корабли, как правило, больше лодок, различие между этими двумя категориями не определяется их размерами. Корабли, как правило, — это большие океанские суда, в то время как лодки меньше и обычно перемещаются по внутренним или прибрежным водам. Практическое правило гласит: «Лодка может уместиться на корабле, но корабль не может уместиться на лодке», и у корабля обычно есть достаточный размер, чтобы нести его собственные лодки, такие как спасательные шлюпки, шлюпки или малолитражные суда. Местные законы и правила могут определять точный размер (или количество мачт), который отличает судно от лодки.
Традиционно, подводные лодки называли «лодками», что, возможно, отражало их стесненные условия: малые габариты уменьшают потребность в энергии, и, следовательно, необходимость подниматься или плавать на поверхности для подачи воздуха, который требуется для морских дизельных двигателей; в то время как атомные подводные лодки не нуждаются в потреблении воздуха, они большие, гораздо просторнее, и классифицируются как корабли в некоторых флотах.
Торговое судно — это любое плавсредство, которое осуществляет перевозку грузов с целью получения дохода. В этом контексте «груз» пассажирского судна — это его пассажиры.
Термин «водный транспорт» (в отличие от таких терминов, как летательный аппарат или космический корабль) редко используется для описания какого-либо отдельного объекта: скорее, этот термин служит для объединения категории, которая варьируется от гидроциклов до авианосцев. Такое судно может использоваться в соленой и пресной воде; для развлечения, отдыха, физических упражнений, торговли, транспортировки или осуществления военных миссий.

## Использование
Обычно цели плавсредств заключаются в обучении или отдыхе на море, рыбной ловле и добыче ресурсов, перевозке грузов или пассажиров и проведении боевых или спасательных операций.

## Конструкция
Конструкция, из которой создается водное транспортное средство, обычно стремится достичь баланса между внутренней вместимостью (тоннаж), скоростью и мореходными качествами. Тоннаж является основой в транспортных операциях, скорость важна для военных кораблей, а безопасность является основным фактором для менее опытных или часто менее крупных и менее стабильных транспортных средств для спорта и отдыха. Он связан с высоким уровнем соответствия нормативным требованиям, предъявляемым к более крупными водными судами, что обеспечивает очень редкие случаи затопления в море за счёт применения широкого компьютерного моделирования и испытаний моделей кораблей до начала строительства.

## Передвижение
Исторически сложилось так, что водные транспортные средства приводились в движение людьми с шестами, веслами, посредством манипулирования парусами, движущимися под действием ветра, а также с помощью различных инженерных механизмов, которые создают подповерхностную тягу в процессе внутреннего сгорания или электричества. Технологическая история плавсредства в европейской истории может быть разделена на: простое вёсельное судно; вёсельные галеры с VIII века до н. э. до XV века; парусное судно в эпоху Открытий с начала XV века до начала XVII века; парусные корабли с XVII по середину XIX века; эпоха парового поршневого двигателя примерно между 1770 и 1914 годами; паровая турбина; позже газовая турбина и двигатели внутреннего сгорания, использующие дизельное топливо,; бензин и СПГ в качестве топлива на рубеже XX века, которые были дополнены в определённой степени ядерными морскими двигателями с 1950-х годов в некоторых морских судах. Нынешнее технологическое развитие направлено на выявление более дешевых, возобновляемых и менее загрязняющих источников движения для судов всех форм и размеров.

## Строительство
Вторичное применение технологий в водном транспорте было связано с использованием конструкционных материалов, навигационных средств; а в случае военных кораблей — систем оружия. Цель использования и физическая среда определяют материалы, используемые в строительстве, которые исторически включали травы, кожу, пиломатериалы, металлы в сочетании с древесиной или без неё, силикатные и пластмассовые производные и другие материалы.

## Регистрация
Регистрация судна осуществляется в государственном органе. В Соединённых Штатах её результатом является буквенно-цифровая строка — регистрационный номер судна, который выдаётся Министерством транспортных средств штата.

## Навигация
Навигационные средства менялись с течением времени: от астрономических наблюдений до механических приборов и, с недавних пор, аналоговых и цифровых компьютерных устройств, которые теперь используют системы GPS.

## Оружие
Системы военно-морского оружия развивались вслед за развитием наземного оружия. К ним относятся:
- авианосцы,
- нарезные орудия,
- таран корпуса противника в использование основных механических снарядов[уточнить],
- стреляющие снаряды,
- ракеты и дистанционно управляемые устройства,
- минные заградители и тральщик,
- гладкоствольные пушечные ядра,
- вооружённые торпедами подводные лодки,
- корабли, вооружённые управляемыми огневыми средствами.

До тех пор, пока развитие паровой тяги не сочеталось с скорострельными орудиями с казённой частью, морские бои часто заканчивались схваткой между командами противников. С начала XX века произошло существенное развитие технологий, которые позволяют проецировать силы из военно-морской оперативной группы на сухопутный объект с использованием морской пехоты.

## Понятие плавсредства или плавучего сооружения в законодательстве России
Плаву́чее сооруже́ние — самоходный или несамоходный плавучий технический объект, имеет водонепроницаемый корпус, эксплуатируется в условиях водной среды и используется, в зависимости от назначения.
В зависимости от конструктивных особенностей может быть надводным или подводным.
Более общим понятием к морскому термину «плавучее сооружение» является термин «плавучий объект».
В качестве синонима плавучих сооружений в судостроении используется слово «плавсредство».
Судно — самоходное или несамоходное плавучее сооружение (плавсредство), предназначенное для использования в целях судоходства, в том числе корабль, судно смешанного (река—море) плавания, например, для перевозки грузов, багажа и почты, пассажиров, рыбного или иного морского или речного промысла, спасания людей, буксировки иных плавучих объектов, гидротехнических, научных, учебных, спортивных, развлекательных целей. Под понятие «судно» подпадают паром, дноуглубительный и дноочистительный снаряды, плавучий кран и другие технические сооружения подобного рода.
В том числе, к категории стояночных судов относятся несамоходные плавучие сооружения (плавсредства): дебаркадер, плавучие (находящиеся на воде) дом, гостиница, ресторан, понтон, плот, наплавной мост, плавучий причал, и другие технические сооружения подобного рода.
В Морском и Речном регистре содержатся перечень некоторых плавучих сооружений, которые не охватываются понятием «судно» — это плавучие краны, наплавной мост, надувная лодка и др.
В эксплуатации находятся также плавучие технические сооружения, не подпадающие под действие правил классификационного общества (в России — Морской или Речной регистры) — например: доски для серфинга, подводные роботы, гидросамолеты, плавающие танки, торпеды и т. п. По указанной причине, такие плавсредства являются внерегистровыми.

### Регистрация
Правила классификационного общества — это совокупность норм технического характера, устанавливающих требования к объектам классификации, а также к процессам их проектирования, производства, строительства, монтажа, наладки, эксплуатации и перевозки.
В дальнейшем судовые документы определяют режим его эксплуатации, права и обязанности организации или судовладельца эксплуатирующего плавучее сооружение, капитана, экипажа, пассажиров, а также режим нахождения груза на борту и др., в соответствии с действующим законодательством и подзаконными актами страны приписки (каботажное судоходство), международными соглашениями (нейтральные воды), либо в соответствии с действующим зарубежным законодательством (воды иностранных государств).